# Торба (село)
Торба (рум. Torba) — село у повіті Муреш в Румунії. Входить до складу комуни Мегерань.
Село розташоване на відстані 252 км на північ від Бухареста, 24 км на схід від Тиргу-Муреша, 101 км на схід від Клуж-Напоки, 113 км на північний захід від Брашова.

## Населення
За даними перепису населення 2002 року у селі проживала 171 особа, усі — угорці. Усі жителі села рідною мовою назвали угорську.